# Sibito
Sibito is een bestuurslaag in het regentschap Labuhan Batu Utara van de provincie Noord-Sumatra, Indonesië. Sibito telt 1769 inwoners (volkstelling 2010).